# Cracoviac (dans)

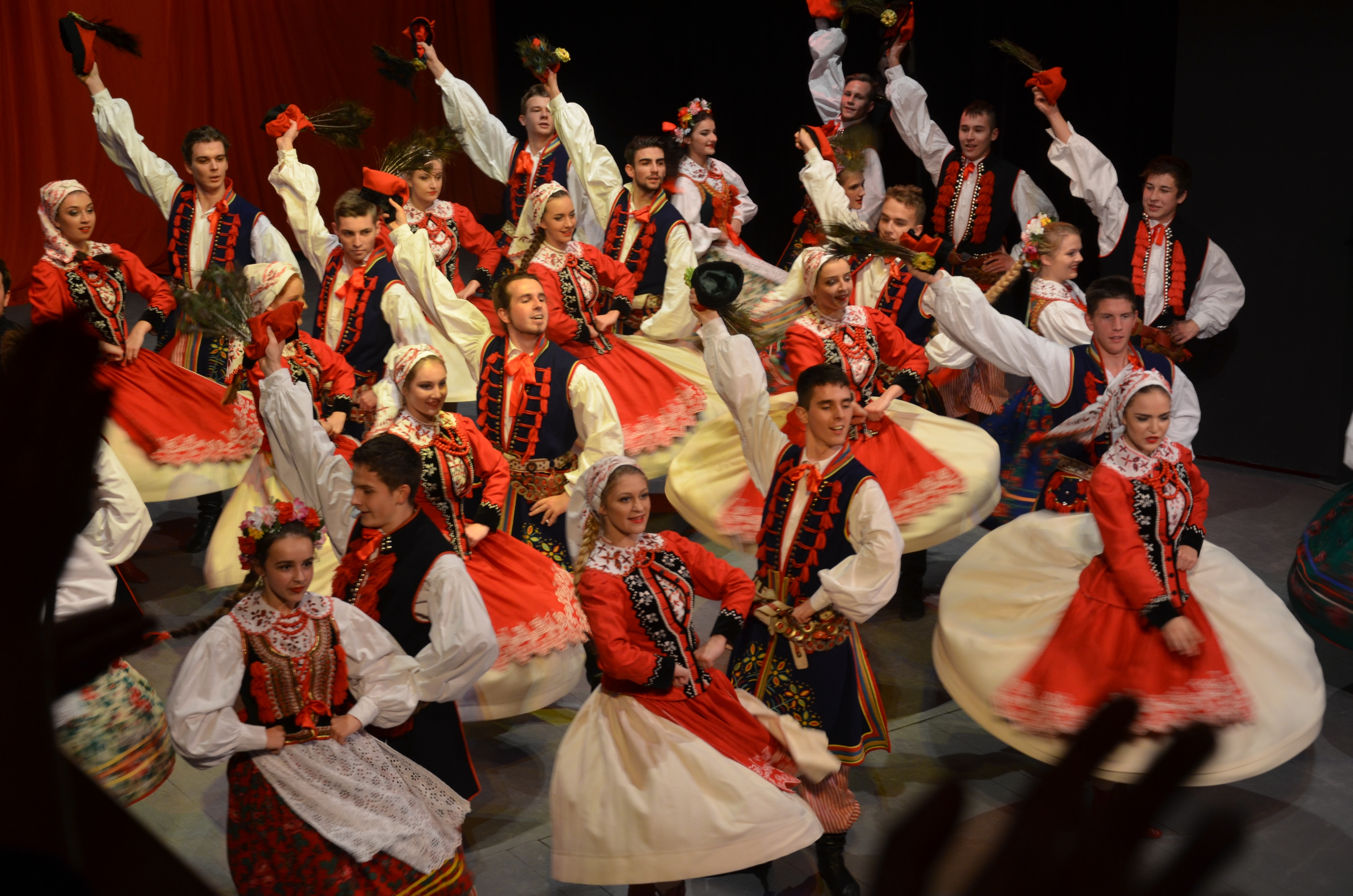
„Cracoviac“ (dans popular)

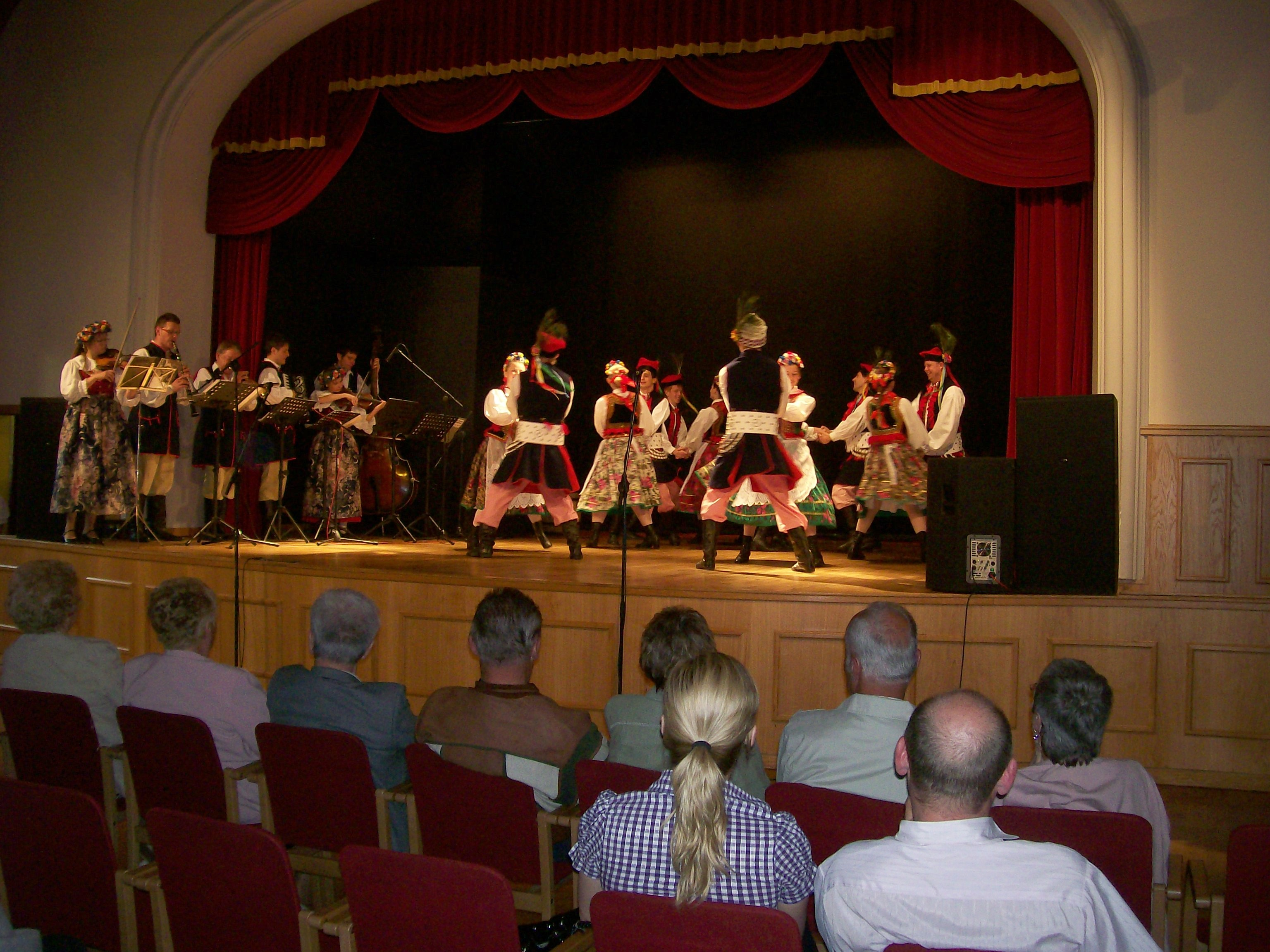
Ansamblul de cântece și dansuri „Zawiercie” prezentând un cracoviac

Cracoviac (în poloneză krakowiak, în franceză Cracovienne) este un dans popular polonez.
Este un dans de perechi, care își are originea în regiunea Cracovia și Polonia Mică, în măsura 2/4, având un caracter viu, cu pași săltați. Sunt caracteristice un ritm sincopat și o alternanță de călcâi și vârful cizmei, lovirea unul de altul a călcâielor urmat de o rotație. Cunoscut sub numele de Cracovienne, a fost un dans de societate popular în secolul al XIX-lea.
A fost introdus în operă, balet și muzică instrumentală, de exemplu Chopin op. 11, a 3-a mișcare; Krakowiak Concert Rondo op. 14 sau în opera O viață pentru țar de Glinka (Actul II, nr. 6). Uneori, dansul este însoțit de interpretarea unor cântece scurte în două versuri (cracoviace).

## Cracoviace stilizate
Piesele muzicale bazate pe cracoviacul popular au fost create de următorii compozitori:
- Frédéric Chopin – Cracoviac op.14 pentru pian și orchestră (1828)
- Moritz Moszkowski – Cracoviac pentru pian
- Ignacy Paderewski – Cracoviac fantastic
- Karol Szymanowski – Cracoviac pentru pian
- Ludomir Różycki – în baletul Pan Twardowski (1921)
- Mihail Glinka – în opera Ivan Susanin